# Isabel Godin des Odonais
Isabel Godin des Odonais (1728, Riobamba, Vice-Reino do Peru (atual Equador) - 28 de setembro de 1792 em Cher, França) foi uma mulher do século XVIII que ficou separada do seu marido na América do Sul por causa das políticas colonialistas, e não o reencontrou por 20 anos. Sua longa jornada, do oeste do Peru à foz do Rio Amazonas, é inigualável na história da América do Sul. Sua história também tem sido repetida e inspiradora de equívocos populares sobre os perigos da Floresta tropical.
Em 1749, seu marido, Jean Godin des Odonais, deixou sua casa em Riobamba (na época pertencia ao Império Espanhol) e percorreu todo o trecho fluvial até a Guiana Francesa. Como um cidadão francês, sua permissão de retornar à sua família foi negada pelas autoridades espanholas e portuguesas. Por conta disso, Isabel Godin des Odonais cruzou de oeste à leste toda a Amazônia e se tornou famosa por ser a única sobrevivente das 42 pessoas da viagem, numa expedição de 500 km através da Bacia do rio Amazonas, para se juntar ao seu marido. Eles foram reunidos em 1770 e retornaram juntos para a França.

## Contexto
Isabel Godin des Odonais née Gramesón era filha de Don Pedro Gamesón y Bruno, um administrador colonial em Riobamba - cidade do Império Espanhol no Vice-Reino do Peru. Ela foi bem educada e falava fluentemente espanhol, francês e Quíchua, assim como o Quipo, o método Inca de comunicar informações através de cordas e nós coloridos em cordas.
Jean Godin des Odonais era um cartógrafo e naturalista francês, que se juntou à Missão Geodésica Francesa na Linha do Equador. A equipe trabalhou na Província de Quito de 1735 até 1744, durante o tempo em que Jean e Isabel se conheceram. Eles se casaram em 27 de dezembro de 1741, quando Isabel possuía 14 anos.

## Separação
Inicialmente Jean havia decidido permanecer em Riobamba com sua nova esposa, mas em 1743 ele se ofereceu para acompanhar Charles Marie de La Condamine em sua próxima expedição. Ele acabou ficando para trás por conta da gravidez de Isabel. Mas, quando ele ouviu sobre a morte de seu pai em março de 1749, Godin decidiu retornar para França com sua família. Ele planejou viajar sozinho até Caiena, na Guiana Francesa, via o Rio Amazonas, para testar se a viagem seria seguro para eles tomarem, e para fazer os acordos necessários com as autoridades francesas.
Chegando em Caiena, Godin encontrou com as autoridades espanholas e portuguesas que não o deixaram retornar ao Equador.Recusando-se a regressar a França sem sua família, tornou-se um residente relutante na Guiana Francesa, constantemente escrevendo apelos para a Europa para permitir seu retorno a Riobamba. Eventualmente, La Condamine escreveu em nome de Godin para o Rei de Portugal, que, devido à alteração das circunstâncias políticas estava ansioso para fazer amizade com os franceses. Em 1765, ordenou que uma galeota, tripulado por trinta remadores, levasse Godin de volta para a sua esposa. No entanto, como Godin havia escrito algumas letras incendiárias contra o português, ele estava desconfiado da oferta de passagem até o Amazonas, e abandonaram o navio no primeiro porto. O capitão da Galeota continuou rio acima sem ele, para buscar a esposa do francês como requisitado.
Durante a maior parte dos 20 anos de separação, Isabel não recebeu notícia alguma de seu marido, enquanto ela suportava a perda de seu filho pela varíola. Ela se mudou para uma pequena comunidade de Guzman. Quando ela ouviu rumores que um navio estava esperando-a para leva-la Amazonas abaixo, ela enviou o seu servente Joaquim e um punhado de indígenas para investigar. O grupo retornou dois anos depois de terem descoberto o navio no porto, quatro anos depois da partida inicial. O pai de Isabel, Don Pedro, foi à frente no navio para fazer alguns arranjos e esperar por Isabel.

## A Jornada de Isabel
Em 1 de outubro de 1769, um grupo de 42 pessoas se prepararam para a viagem: Isabel; seu filho mais velho Joachim; os dois irmãos de Isabel Antoine e Eugenio Gramesón; Joaquin, o sobrinho de 10 anos de Isabel; as servas Rosa, Elvia e Heloisa; 31 indígenas; três homens franceses. A rota através das montanhas dos Andes e a Bacia Amazônica foi bastante árdua, ficando pior ainda por conta da recente devastação causada pela varíola entre a população nativa, principalmente no aldeamento missionário de Canelos (atual Província de Pastaza), deixando o grupo sem suporte algum durante 9 dias da jornada. Eles encontraram dois índios sobreviventes que concordaram em reparar uma canoa de 40 metros, no qual eles continuaram a descida pelo Amazonas.
A jornada pelo Rio Bobonaza se provou muito difícil com a incontrolável canoa, o que levou os índios a abandona-los no meio da noite, e uma pessoa do grupo morreu afogada tentando recuperar o chapéu de um dos franceses que havia caído na água. Com a canoa sobrecarregada pelos suprimentos, o grupo montou um acampamento e enviou duas pessoas à frente na canoa, assim eles poderiam retornar com um transporte extra. Quatro semanas se passaram pelo retorno do grupo, mas eles nunca mais seriam vistos. Em desespero com a situação, Isabel e seus irmãos cortaram algumas árvores novas e fizeram uma jangada improvisada, que se espatifou na primeira curva do rio derrubando todos os suprimentos na água e quase matando-os afogados. Após essa desastrosa tentativa de ir pelo rio, o grupo optou por ir caminhando pela margem do rio, o que se tornou um novo desafio para o grupo, pois eles não possuíam nem bússola ou mapa e assim eles planejaram ficar próximo ao curso d'água. Tal decisão foi um erro, pois o rio Bobonaza é serpenteado e com uma densa vegetação em suas margens, ao contrário da terra firme que ficava a curta distância de onde eles estavam. Aos poucos, um a um, perdidos na atual Amazônia ecuatoriana, os membros morrem de exaustão, inanição e doenças. Com todos os demais mortos, Isabel passou dois dias "estendida no chão, ao lado dos corpos de seus irmãos, semiconsciente, delirante, e atormentada por uma sede insuportável". 
Juntando suas últimas forças, Isabel continua a dura caminhada pela floresta durante mais alguns dias, até chegar novamente no curso de um rio, onde ela ouviu barulhos de pessoas conversando. Pálida, fraca e vestindo somente trapos, encontrou dois indígenas em uma canoa que apresentaram ser amistosos, e não os belicosos Jivaros. Isabel foi salva e levada até a missão de Andoas, onde um padre a recebeu e ficou impressionado com a aparição de uma mulher que havia sido dada como morta dois meses antes.

## Reunião
Ao invés de regressar a Quito, Isabel decidiu continuar sua viagem até Caiena para reencontrar o seu marido. Com a notícia de terem encontrado sua esposa, Jean Godin parte em um navio para reencontrar sua esposa no meio do trajeto, que ocorreu em 22 de julho de 1770. O casal ainda passaria alguns anos em Caiena, mas em 1773 ele partiriam para França e viveriam juntos por mais dezenove anos na aldeia de sua família, na Auvérnia.